# Dirk Kuijt
Dirk Kuijt (Katwijk, 22. srpnja 1980.), bivši nizozemski nogometaš i reprezentativac. Igrao je na poziciji napadača ili desnog krila.
U dosadašnjoj karijeri nastupao je za ekipe Quick Boys, FC Utrecht, Feyenoord, Liverpool i Fenerbahçe.
U sezoni 2016./17. kao kapetan je predvodio Feyenoord do prve titule prvaka nakon 18 godina. U zadnjem kolu u utakmici protiv Heraclesa je zabio sva tri gola u pobjedi od 3:1 i tako osigurao titulu svom klubu. Dana 17. svibnja 2017. godine, samo tri dana nakon osvajanja titule s Feyenoordom, objavljuje kraj igračke karijere.

## Vanjske poveznice
- Profil na Transfermarktu
- Profil na Soccerwayu  Arhivirana inačica izvorne stranice od 12. travnja 2017. (Wayback Machine)